# Montipora capricornis
Montipora capricornis е вид корал от семейство Acroporidae. Видът е уязвим.

## Разпространение и местообитание
Разпространен е в Австралия, Вануату, Индонезия, Кирибати, Кокосови острови, Малайзия, Маршалови острови, Микронезия, Науру, Нова Зеландия, Нова Каледония, Остров Рождество, Палау, Папуа Нова Гвинея, Сингапур, Соломонови острови, Тайланд, Тонга, Тувалу, Уолис и Футуна, Фиджи и Филипини.
Обитава океани, лагуни и рифове в райони с тропически климат. Среща се на дълбочина около 8,5 m.

## Описание
Популацията на вида е намаляваща.